# Peromyia photophila
Peromyia photophila är en tvåvingeart som beskrevs 1907 av Ephraim Porter Felt. Taxonet ingår i släktet Peromyia och familjen gallmyggor.
Peromyia photophila har en holarktisk utbredning, inklusive Europa. Studier utifrån fynd i Sverige indikerar att det rör sig om ett artkomplex, med tre distinkta morfotyper varför fler studier, över större geografiska områden behöver genomföras för att avgöra taxonets status.